# Musée Cernuschi

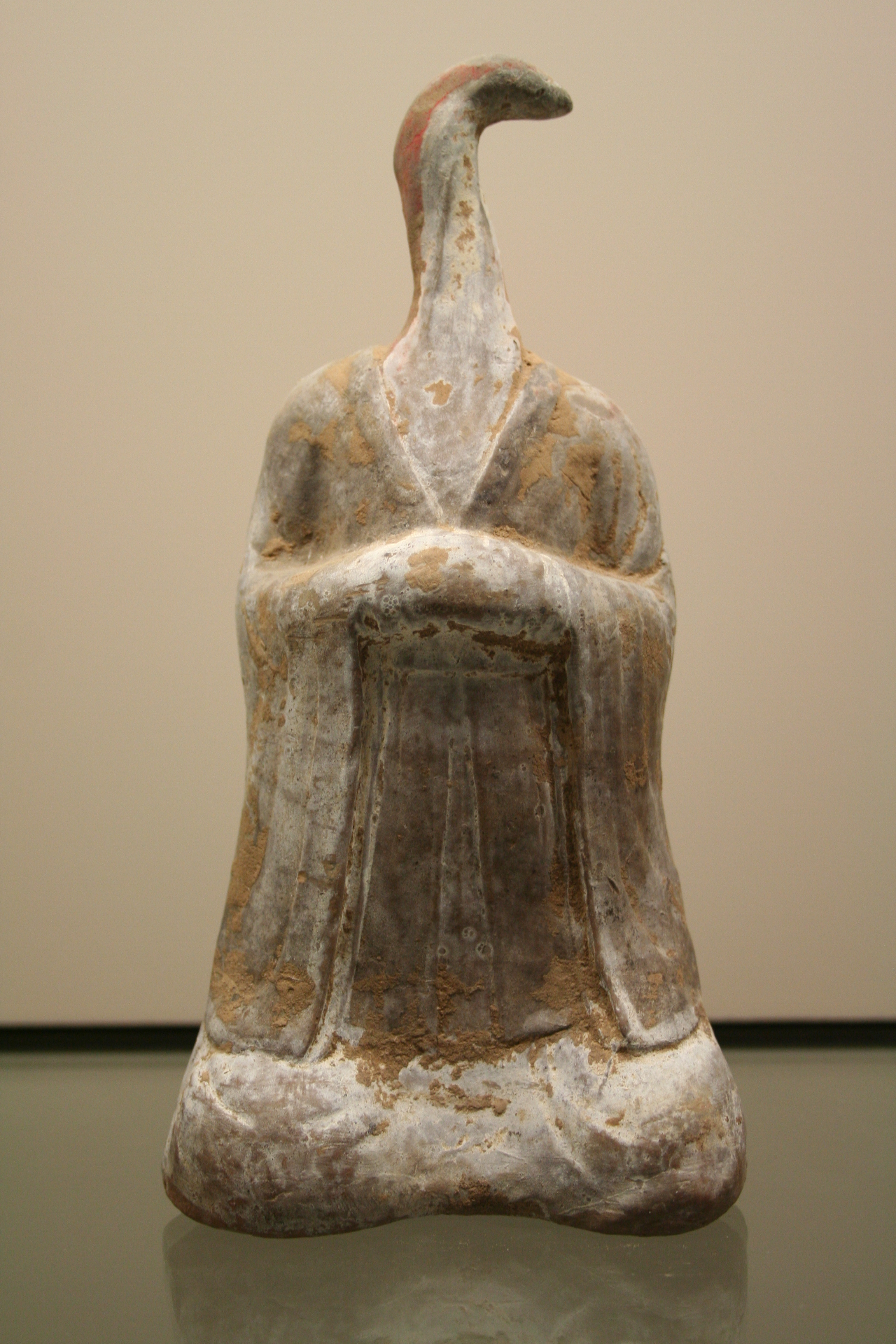
Plastik aus dem Musée Cernuschi

Das Musée Cernuschi ist ein den asiatischen Künsten gewidmetes Museum in der französischen Hauptstadt Paris. Der Schwerpunkt der Sammlungen liegt auf dem Fernen Osten: China, Japan und Korea. Es ist eines der 14 Museen der Stadt Paris, die seit dem 1. Januar 2013 von der städtischen Einrichtung Paris Musées verwaltet werden.
Der italienisch-französische Politiker und Ökonom Henri Cernuschi (1821–1896) hatte seine Sammlungen 1896 der Stadt Paris überlassen.
Das Museum befindet sich in seinem herrschaftlichen Privathaus nahe dem Parc Monceau, in der Avenue Vélasquez Nr. 7 im VIII. Arrondissement, nahe der Métro-Station „Villiers“.
Von 2001 bis 2005 wurde das Gebäude vollständig renoviert. Es beherbergt über 12.000 Werke und ist eine der fünf größten Sammlungen chinesischer Kunst in Europa. Wie bei allen von der Stadt Paris verwalteten Sammlungen ist der Eintritt frei.
Weitere Sammlungen asiatischer Kunst befinden sich im Pariser Museum Guimet.